# Sam Cooke at the Copa
Sam Cooke at the Copa è un album live di Sam Cooke, registrato dal vivo nel night club Copacabana di New York il 7 e 8 luglio 1964, e pubblicato nell'ottobre 1964 su etichetta RCA Victor.

## Tracce
Lato 1
1. Opening Introduction – 0:35
2. The Best Things in Life Are Free (Lew Brown, Buddy DeSylva, Ray Henderson) – 1:31
3. Bill Bailey Won't You Please Come Home (Hughie Cannon) – 2:50
4. Nobody Knows You When You're Down and Out (James Cox) – 3:18
5. Frankie and Johnny (Cooke) – 3:00
6. Medley: Try a Little Tenderness / (I Love You) For Sentimental Reasons / You Send Me (William Best/Sam Cooke/Deek Watson) – 4:55
7. If I Had a Hammer (Lee Hays, Pete Seeger) – 6:25

Lato 2
1. When I Fall in Love (Edward Heyman, Victor Young) – 3:05
2. Twistin' the Night Away (Cooke) – 5:04
3. This Little Light of Mine (Cooke) – 3:36
4. Blowin' in the Wind (Bob Dylan) – 3:01
5. Tennessee Waltz (Pee Wee King, Redd Stewart) – 3:36

## Formazione
- Sam Cooke – voce solista[1]

Sam Cooke's Band
- Harper Cosby – contrabbasso
- Sticks Evans – percussioni
- June Gardner – batteria
- Clifton White – chitarra
- Bobby "Valentino" Womack – chitarra

Joe Mele's Copacabana Band
- Joe Mele – leader
- Joseph Fogila – sax, flauto
- John Altman – sax, clarinetto, flauto
- George Barrow – sax, clarinetto
- Anthony Ferina – sax, clarinetto
- Richard Kamuca – sax, clarinetto
- William Smith – sax, clarinetto
- Alfred Cobbs – trombone
- Virgil Davis – trombone
- Ronald Plumby – trombone
- Richard Harris – trombone
- Bart Varsalona – trombone
- Clyde Reasinger – tromba
- George Triffon – tromba
- Louis Mauro – basso
- Eugene Padden – basso

Produzione
- Bernard Keville – ingegnere del suono
- Al Schmitt – produttore, registrazione